# Möklinta kyrka

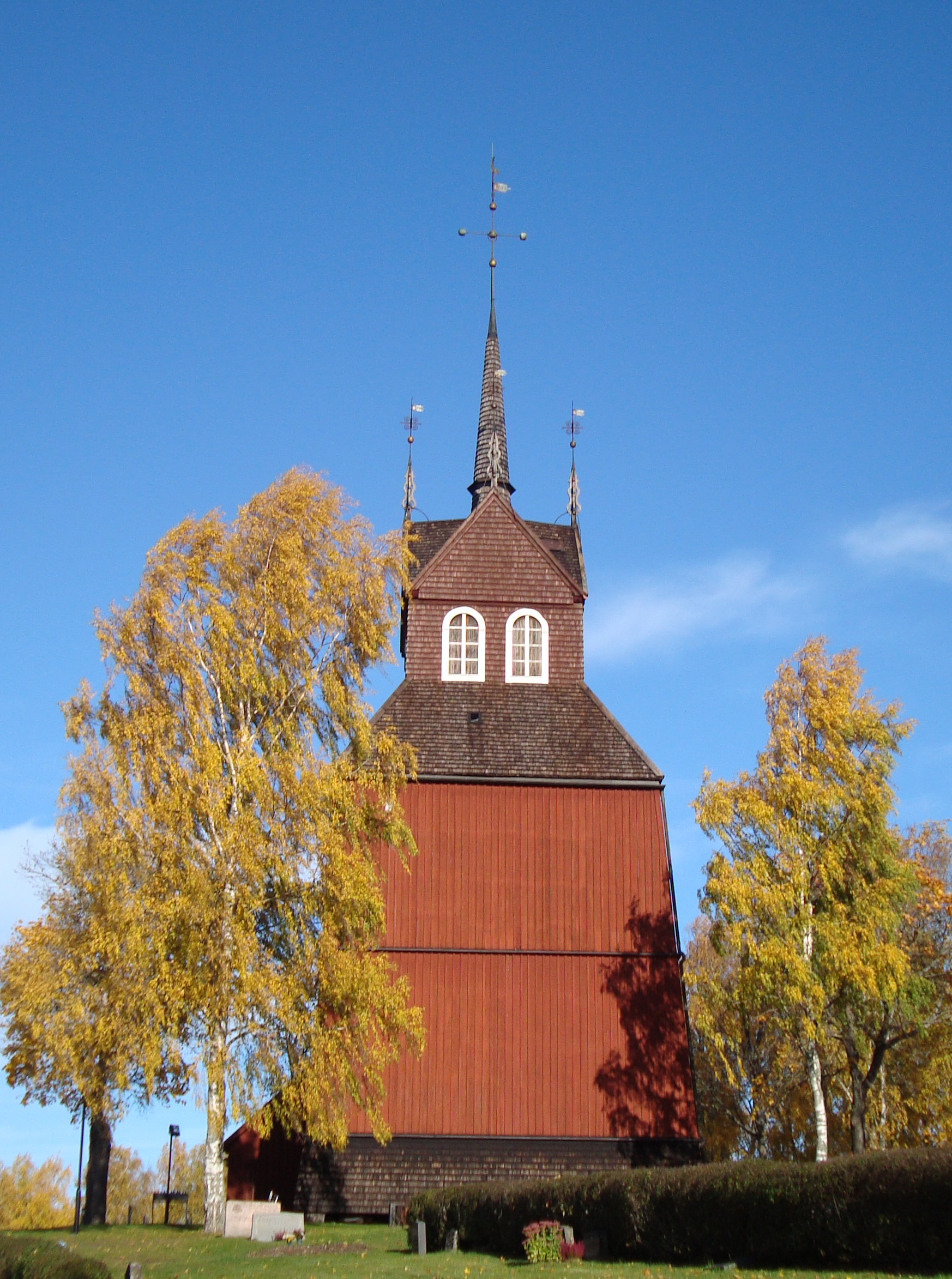
Klockstapeln

Möklinta kyrka är en kyrkobyggnad som tillhör Möklinta församling i Västerås stift. Kyrkan ligger i Möklinta i Sala kommun.

## Kyrkobyggnaden
Kyrkan består av ett medeltida långhus med vapenhus i sydväst och sakristia i nordost. Vid kyrkans norra sida finns även ett sidokapell som är ihopbyggt med sakristian. Långhuset och vapenhuset täcks av branta, spånklädda sadeltak. Sakristian och norra kapellet täcks av pulpettak. Ytterväggarna är till sina nedre tre fjärdedelar byggda av gråsten och däröver byggda av tegel.

### Tillkomst och ombyggnader

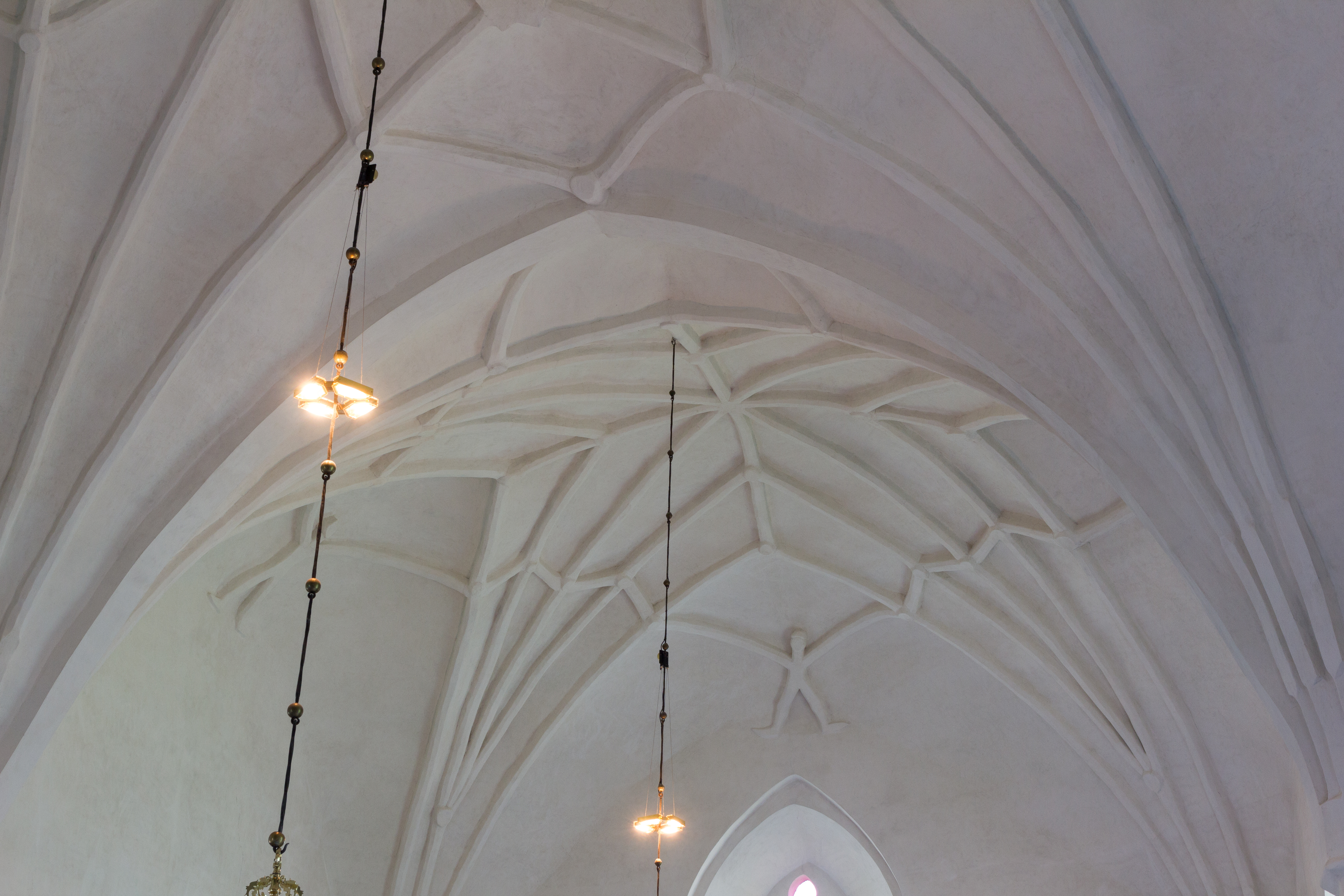
Del av innertaket, med stjärn- och gubbvalv.

Kyrkan uppfördes omkring år 1470 och föregicks troligen av en kyrka från 1200-talet. Kyrkorummets tre stjärnvalv och vapenhusets kryssvalv saknar sköldbågar vilket visar att valven har tillkommit samtidigt med övriga kyrkan.[källa behövs] Stjärnvalven är utsmyckade med åtta figurer (så kallade gubbvalv), som symboliserar de åtta överlevande efter syndafloden: Noa med hustru och sönerna Sem, Ham och Jafet med hustrur.
Sakristian, som är jämngammal med övriga kyrkan, byggdes om 1743. En stor ombyggnad genomfördes 1932 efter underlag av arkitekt Sven Brandel och under ledning av arkitekt Arre Essén. Kyrkans brutna tak från 1790 ersattes med ett brant sadeltak. All puts på ytterväggarna avlägsnades och ersattes med ny puts.
I kyrkans norra del ligger det så kallade Mariakoret, tidigare även kallat kuren, där Möklintas lokalhelgon Den helige smeden anses ligga begravd. I koret står också dopfunten från 1948, liksom värdeskåpet där bland annat ett exemplar av Gustav Vasas bibel från 1541 förvaras. En skulptur föreställande jungfru Maria med Jesusbarnet är från 1400-talet och sitter på korets norra vägg. På mittskeppets norra vägg, mellan Mariakoret och sakristian sitter predikstolen, med en underdel från 1400- eller 1500-talet, och överdelen med evangelisttavlor är från 1633.[källa behövs]
Nuvarande klockstapel, som ligger sydöst om kyrkan, byggdes 1690 och innehåller tre klockor. Den fick efter förstärkning och ombyggnad sitt nuvarande utseende 1828. Ursprungligen hade kyrkan en takryttare, som förstördes vid ett blixtnedslag 1634. Den första klockstapeln på platsen ska ha uppförts år 1510, men vid en inventering av den nuvarande klockstapelns konstruktion upptäcktes återanvända virkesdelar som bedöms vara från en 1300-talsklockstapel.

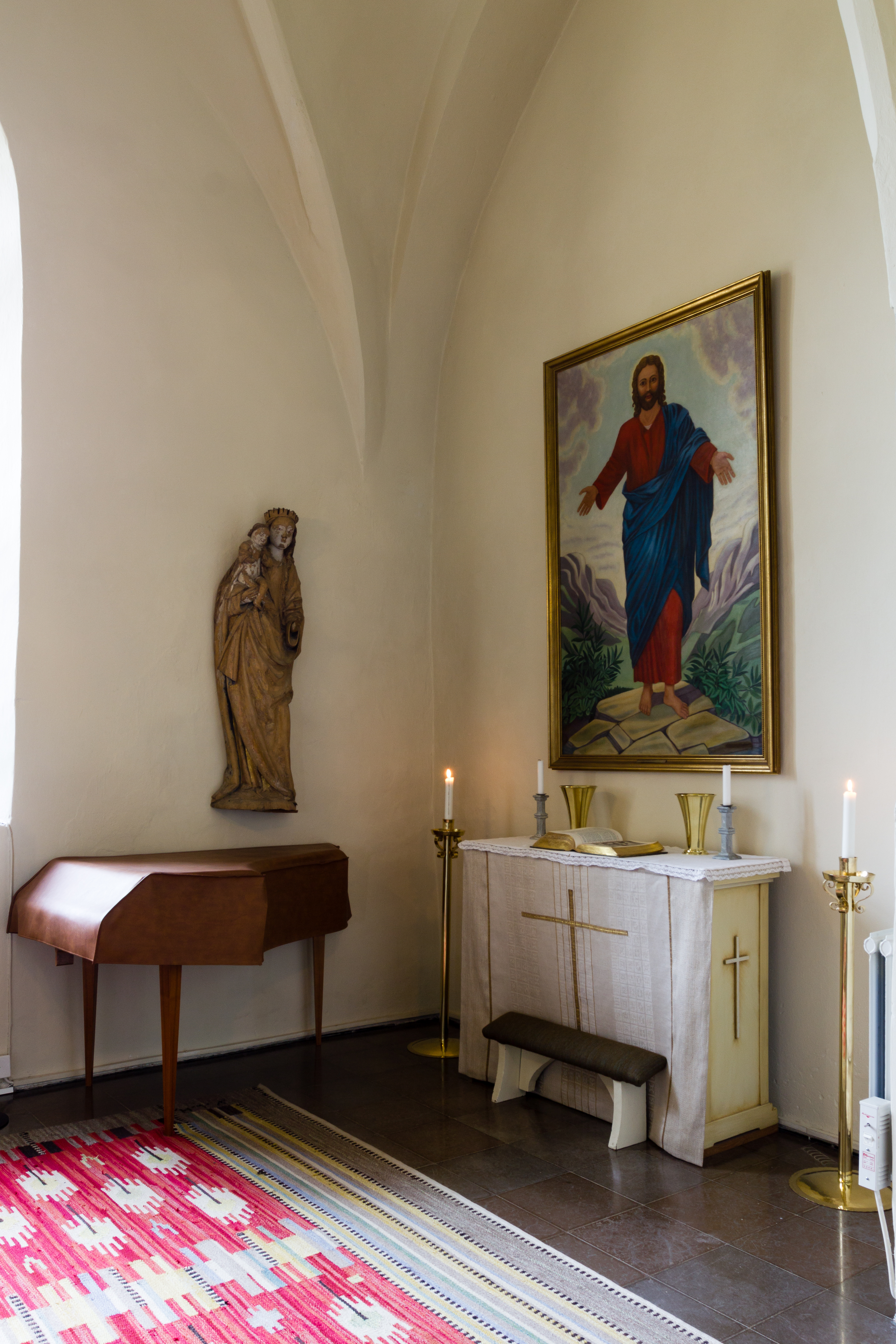
Mariakoret med Maria och Jesusbarnskulpturen.
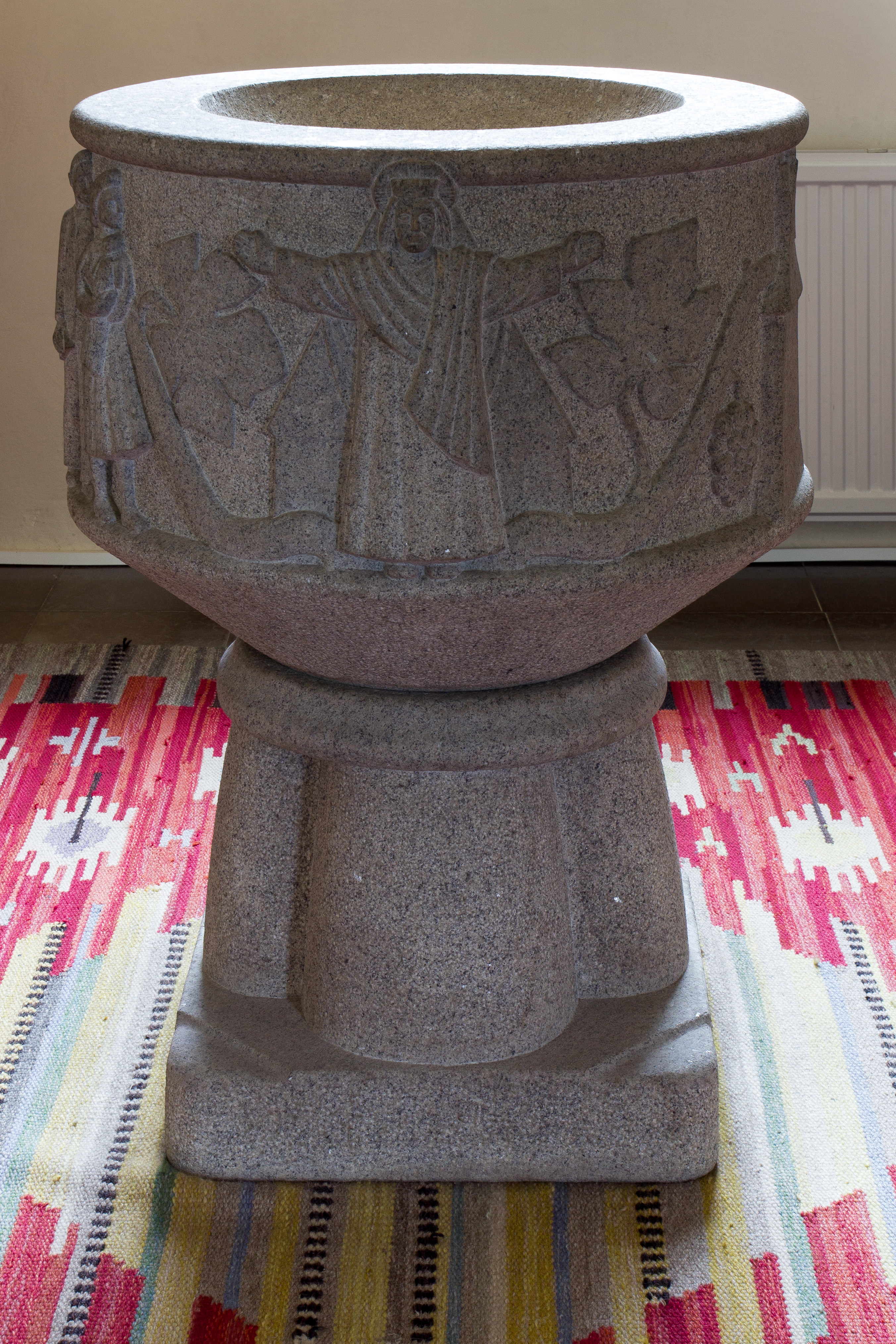
Dopfunten.
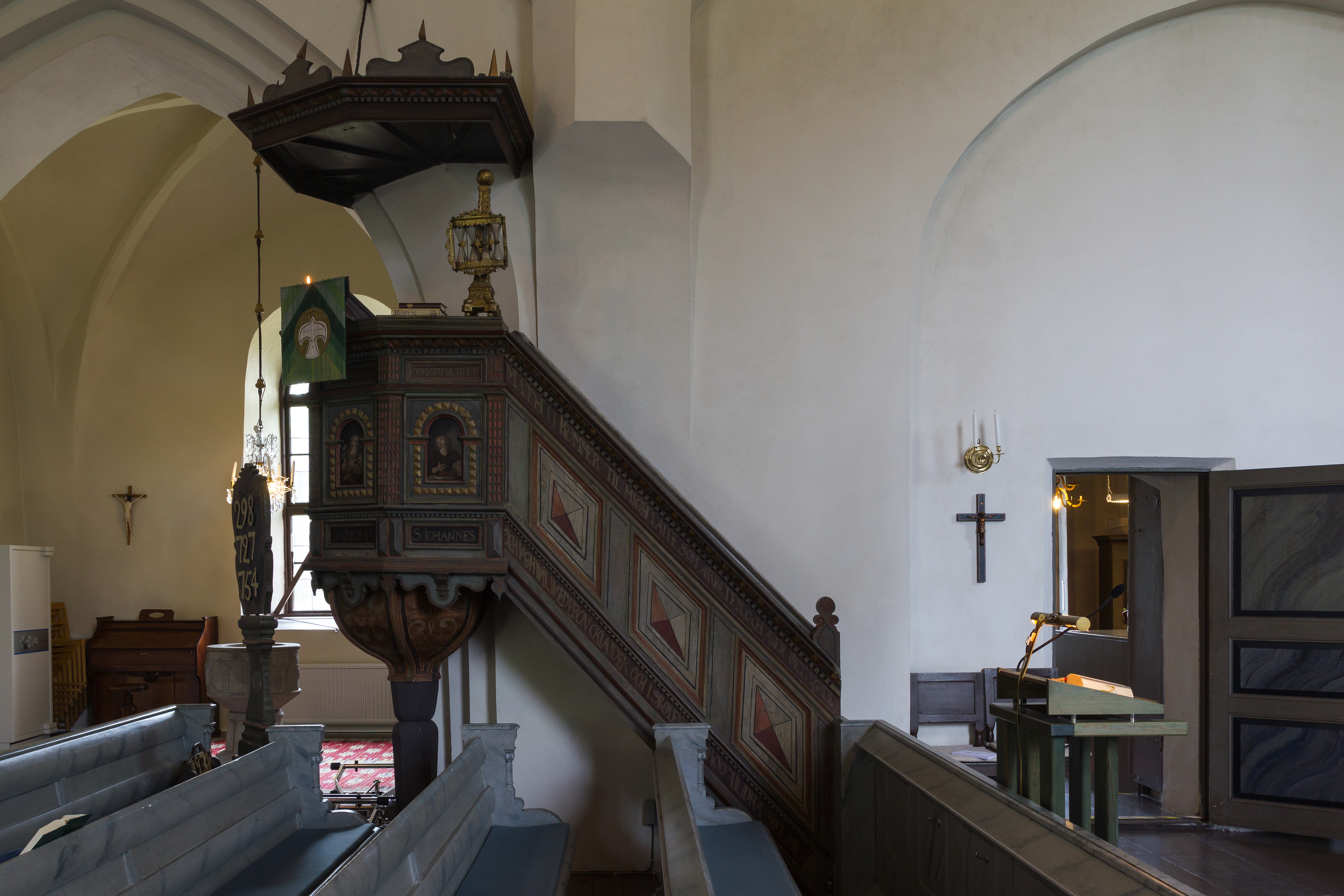
Predikstolen.
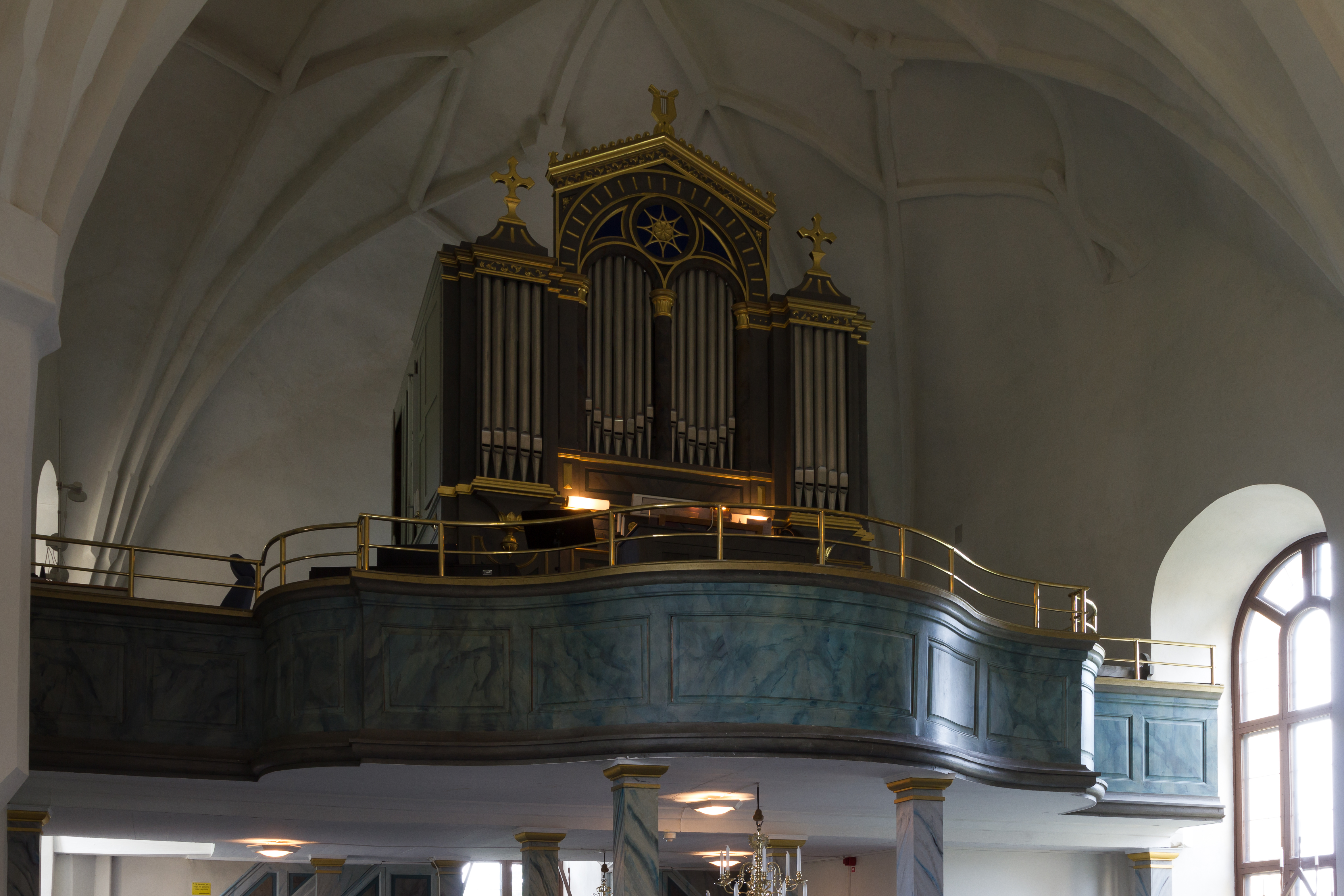
Orgelläktaren.
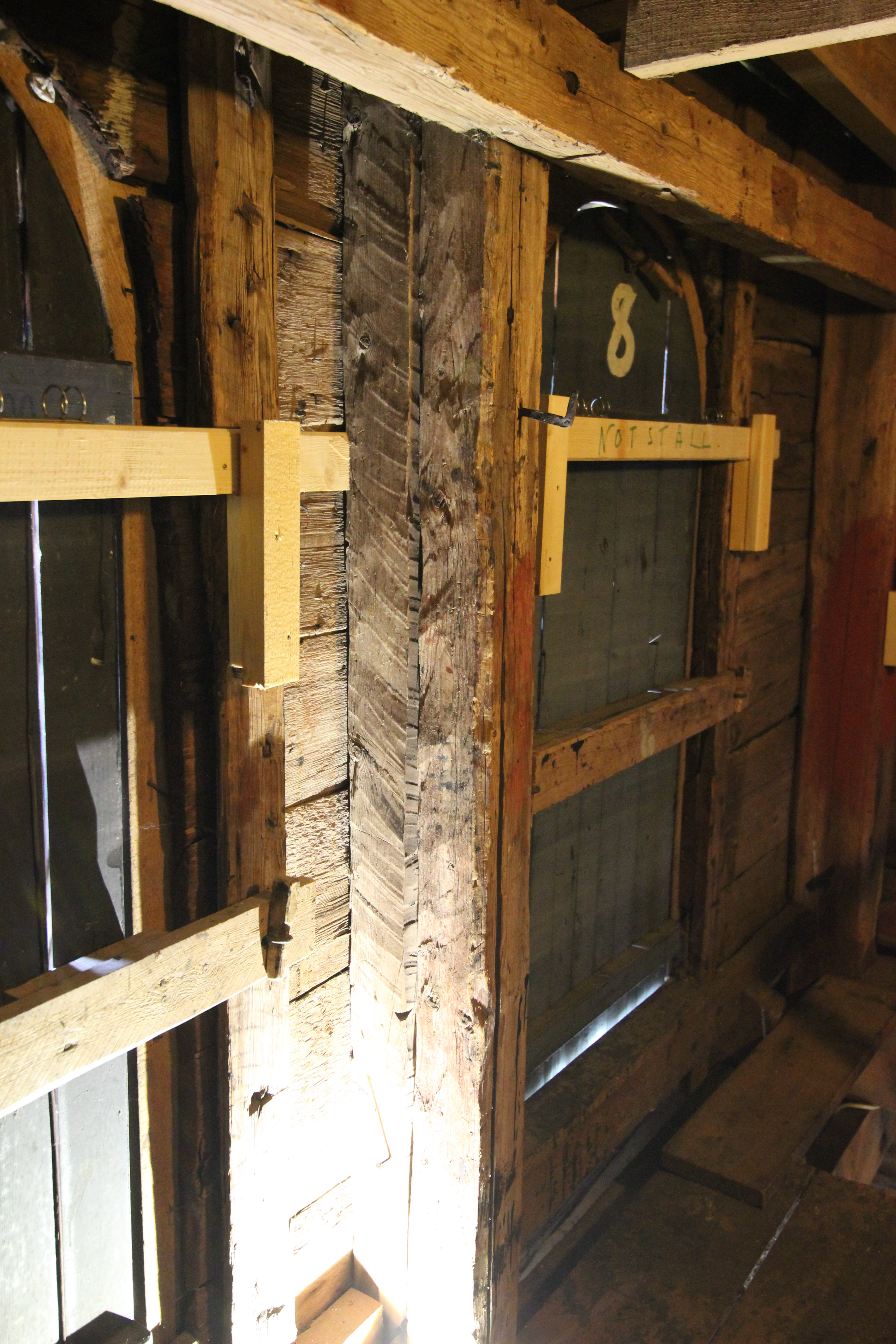
I klockstapeln finns en återanvänd medeltida sprättäljd bjälke mellan ljudluckorna.

### Orgel
- 1644 sattes ett orgelverk upp med 8 stämmor av okänd person. Det reparerades 1739 av Daniel Stråhle och 1758 av Petter Stråhle.[3]

- 1864 byggde Frans Andersson, Stockholm en orgel med 13 stämmor två manualer och pedal.
- Den nuvarande orgeln byggdes 1936 av A. Magnussons Orgelbyggeri AB, Göteborg. Den är pneumatisk med fria och fasta kombinationer. Orgeln omdisponerades 1949 av samma firma.

| Manual I          | Manual II       | Pedal       | Koppel |
| Borduna 16´       | Gedackt 16´     | Subbas 16´  | I/P    |
| Principal 8´      | Basetthorn 8'   | Ekobas 16´  | II/P   |
| Flöjt harmonik 8' | Rörflöjt 8'     | Flöjtbas 8´ | II/I   |
| Dubbelflöjt 8'    | Salicional 8'   | Koralbas 4' |        |
| Oktava 4'         | Voix celeste 8' |             |        |
| Nachthorn 4'      | Principal 4'    |             |        |
| Oktava 2'         | Nazard 2 2/3'   |             |        |
| Cornett 3 chor    | Blockflöjt 2'   |             |        |
| Trumpet 8'        | Oboe 8'         |             |        |
|                   | Tremolo         |             |        |

Det gamla orgelspelet förvaras på Möklinta hembygdsgård.

## Övriga inventarier
- En mässhake är från 1400-talet.
- En skulptur föreställande ärkeängeln Mikael och draken är från 1200-talet.
- Ett altarskåp från Antwerpen är tillverkat omkring år 1510. Altarskåpet innehåller ett femtiotal gestalter skulpterade i ek. Ovanpå altarskåpet finns ett urverk som sattes dit 1780.

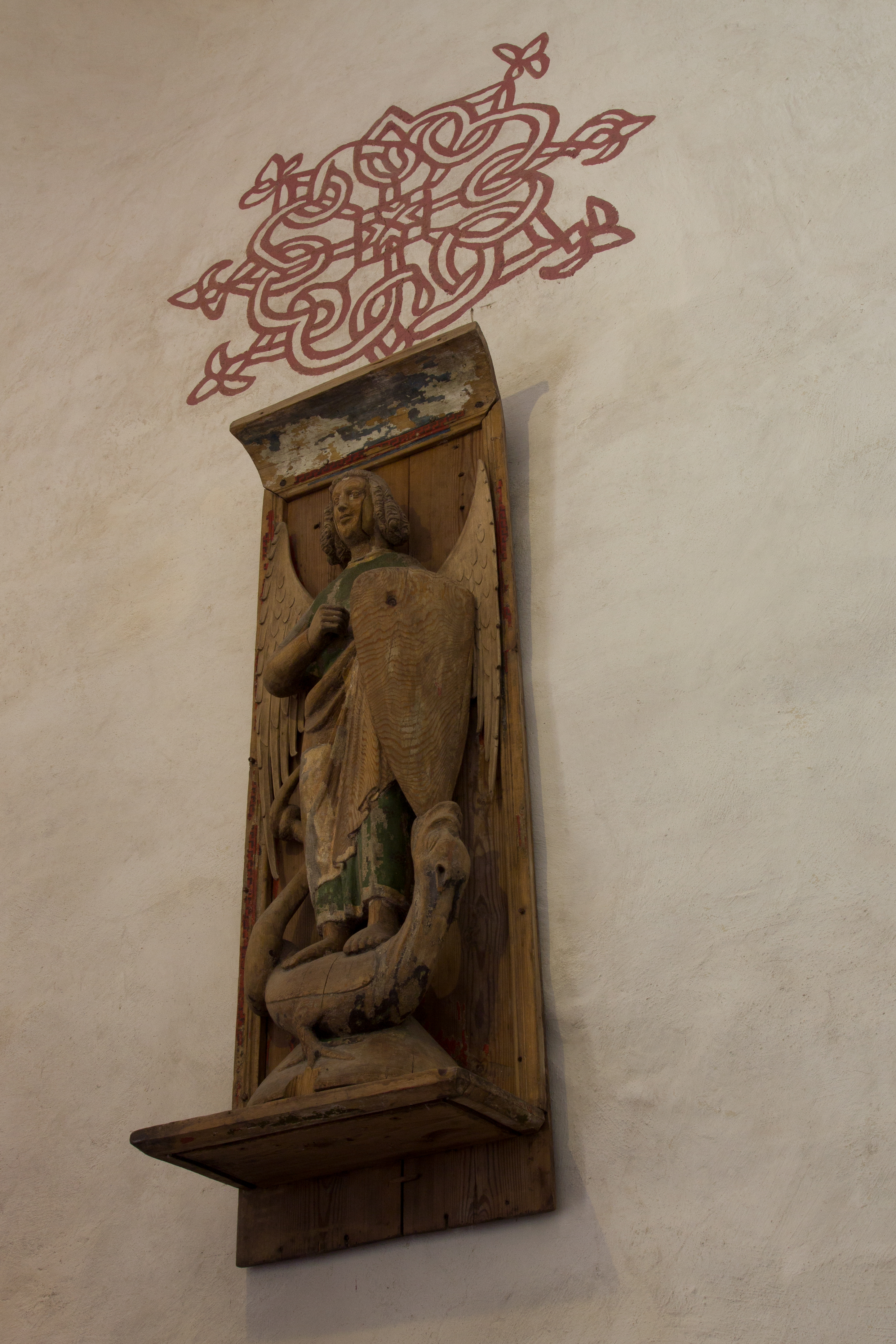
Mikael och draken i vapenhuset.
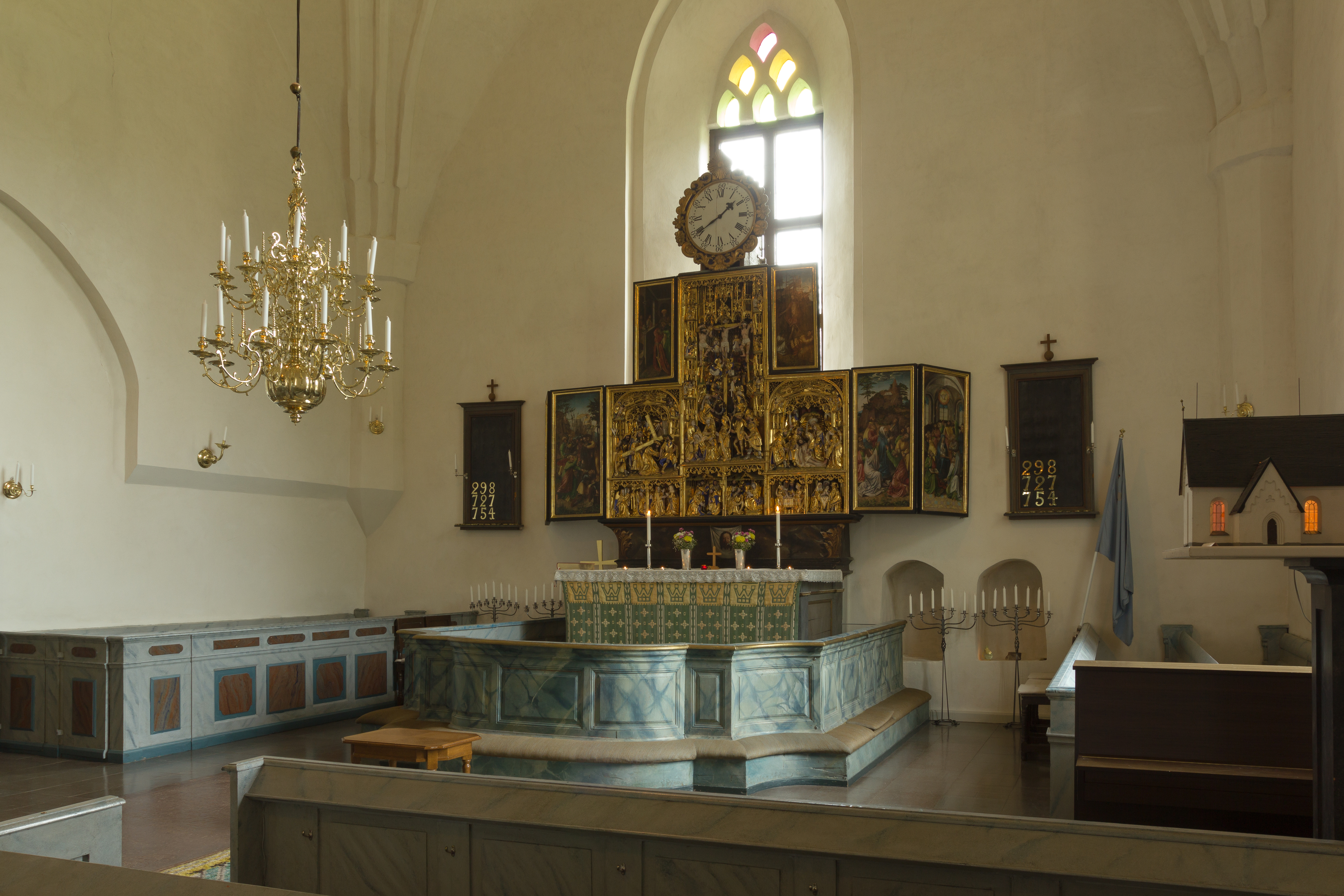
Altaruppsatsen med altarskåp och klocktavla.

### Fotnoter
1. 1 2 3 4 5 6  Möklinta församling (utan årtal): Guidehandledning för Möklinta kyrka. Läst 2013-06-04
2. ↑  ”Bebyggelseregistret (BeBR) - Riksantikvarieämbetet”. www.bebyggelseregistret.raa.se. http://www.bebyggelseregistret.raa.se/bbr2/anlaggning/visaHistorik.raa?anlaggningId=21300000004785&page=historik&visaHistorik=true. Läst 5 juni 2018.
3. ↑  Abrahamsson Hülpers, Abraham (1773). Historisk Afhandling om Musik och Instrumenter särdeles om Orgwerks Inrättningen i Allmänhet jemte Kort Beskrifning öfwer Orgwerken i Swerige. Västerås: Johan Laurentius Horrn. sid. 280. Libris 2413220

### Webbkällor
- Sala kommun
- byggnadspresentation
- Kulturhistorisk karakteristik Möklinta kyrka